# Seven de Londres 2023
El Seven de Londres 2023 fue el undécimo y último torneo de la Serie Mundial Masculina de Rugby 7 2022-23.
Se disputó en el Estadio Twickenham en Londres, Inglaterra los días 20 y el 21 de mayo de 2023.

## Formato
Se dividen en cuatro grupos de cuatro equipos, cada grupo se resuelve con el sistema de todos contra todos a una sola ronda; la victoria otorga 3 puntos, el empate 2 y la derrota 1 punto.
Los dos equipos con más puntos en cada grupo avanzan a cuartos de final de la Copa. Los cuatro ganadores avanzan a semifinales de la Copa, y los cuatro perdedores a semifinales por el quinto puesto.
Los dos equipos con menos puntos en cada grupo jugaron la Challenge Trophy, definiendo en la misma el puesto final a ocupar en el torneo y los puntos correspondientes a tal mérito que suman para la tabla anual de la  Serie Mundial Masculina de Rugby 7 2022-23.

## Fase de grupos
|  | Avanzan a cuartos de final. |

### Grupo A
| Pos | Países         | Partidos | Partidos | Partidos | Tantos | Tantos | Tantos | Pts |
| Pos | Países         | G        | E        | P        | PF     | PC     | DP     | Pts |
| --- | -------------- | -------- | -------- | -------- | ------ | ------ | ------ | --- |
| 1   | Nueva Zelanda  | 3        | 0        | 0        | 87     | 43     | 44     | 9   |
| 2   | Gran Bretaña   | 2        | 0        | 1        | 45     | 54     | -9     | 7   |
| 3   | Sudáfrica      | 0        | 1        | 2        | 62     | 77     | -15    | 4   |
| 4   | Estados Unidos | 0        | 1        | 2        | 62     | 82     | -20    | 4   |

| 20 de mayo | Sudáfrica | 15 - 19 | Gran Bretaña |  |  |

| 20 de mayo | Nueva Zelanda | 35 - 17 | Estados Unidos |  |  |

| 20 de mayo | Sudáfrica | 26 - 26 | Estados Unidos |  |  |

| 20 de mayo | Nueva Zelanda | 20 - 5 | Gran Bretaña |  |  |

| 20 de mayo | Estados Unidos | 19 - 21 | Gran Bretaña |  |  |

| 20 de mayo | Nueva Zelanda | 32 - 21 | Sudáfrica |  |  |

### Grupo B
| Pos | Países    | Partidos | Partidos | Partidos | Tantos | Tantos | Tantos | Pts |
| Pos | Países    | G        | E        | P        | PF     | PC     | DP     | Pts |
| --- | --------- | -------- | -------- | -------- | ------ | ------ | ------ | --- |
| 1   | Argentina | 2        | 0        | 1        | 95     | 38     | +57    | 7   |
| 2   | Fiyi      | 2        | 0        | 1        | 99     | 59     | +40    | 7   |
| 3   | Irlanda   | 2        | 0        | 1        | 66     | 52     | +14    | 7   |
| 4   | Japón     | 0        | 0        | 3        | 26     | 137    | -111   | 3   |

| 20 de mayo | Irlanda | 12 - 33 | Fiyi |  |  |

| 20 de mayo | Argentina | 43 - 12 | Japón |  |  |

| 20 de mayo | Irlanda | 40 - 7 | Japón |  |  |

| 20 de mayo | Argentina | 40 - 12 | Fiyi |  |  |

| 20 de mayo | Fiyi | 54 - 7 | Japón |  |  |

| 20 de mayo | Irlanda | 14 - 12 | Argentina |  |  |

### Grupo C
| Pos | Países    | Partidos | Partidos | Partidos | Tantos | Tantos | Tantos | Pts |
| Pos | Países    | G        | E        | P        | PF     | PC     | DP     | Pts |
| --- | --------- | -------- | -------- | -------- | ------ | ------ | ------ | --- |
| 1   | Samoa     | 3        | 0        | 0        | 92     | 52     | 40     | 9   |
| 2   | Australia | 2        | 0        | 1        | 73     | 48     | 25     | 7   |
| 3   | Francia   | 1        | 0        | 2        | 68     | 75     | -7     | 5   |
| 4   | España    | 0        | 0        | 3        | 50     | 108    | -58    | 3   |

| 20 de mayo | Australia | 33 - 12 | España |  |  |

| 20 de mayo | Francia | 21 - 28 | Samoa |  |  |

| 20 de mayo | Australia | 14 - 24 | Samoa |  |  |

| 20 de mayo | Francia | 35 - 21 | España |  |  |

| 20 de mayo | España | 17 - 40 | Samoa |  |  |

| 20 de mayo | Francia | 12 - 26 | Australia |  |  |

## Fase final

### Definición 9° puesto
|  | Semifinal      | Semifinal      | Semifinal      |                |           | 9° puesto  | 9° puesto  | 9° puesto  |  |
|  |                |                |                |                |           |            |            |            |  |
|  |                |                |                |                |           |            |            |            |  |
|  | Sudáfrica      | Sudáfrica      | 29             |                |           |            |            |            |  |
|  | Sudáfrica      | Sudáfrica      | 29             |                |           |            |            |            |  |
|  | Japón          | Japón          | 7              |                |           |            |            |            |  |
|  | Japón          | Japón          | 7              |                | Sudáfrica | Sudáfrica  | 47         |            |  |
|  |                |                |                |                | Sudáfrica | Sudáfrica  | 47         |            |  |
|  |                |                | Estados Unidos | Estados Unidos | 5         |            |            |            |  |
|  | Estados Unidos | Estados Unidos | Estados Unidos | Estados Unidos | 5         | 24         |            |            |  |
|  | Estados Unidos | Estados Unidos |                |                |           | 24         |            |            |  |
|  | España         | España         | 0              |                |           | 11° puesto | 11° puesto | 11° puesto |  |
|  | España         | España         | 0              |                |           | 11° puesto | 11° puesto | 11° puesto |  |
|  |                |                |                |                |           |            |            |            |  |
|  |                |                |                |                |           | Japón      | Japón      | 12         |  |
|  |                |                |                |                |           | Japón      | Japón      | 12         |  |
|  |                |                |                |                |           | España     | España     | 28         |  |
|  |                |                |                |                |           | España     | España     | 28         |  |
|  |                |                |                |                |           |            |            |            |  |

### Definición 5° puesto
|  | Semifinal    | Semifinal    | Semifinal |         |         | 5° puesto    | 5° puesto    | 5° puesto |  |
|  |              |              |           |         |         |              |              |           |  |
|  |              |              |           |         |         |              |              |           |  |
|  | Irlanda      | Irlanda      | 19        |         |         |              |              |           |  |
|  | Irlanda      | Irlanda      | 19        |         |         |              |              |           |  |
|  | Gran Bretaña | Gran Bretaña | 12        |         |         |              |              |           |  |
|  | Gran Bretaña | Gran Bretaña | 12        |         | Irlanda | Irlanda      | 19           |           |  |
|  |              |              |           |         | Irlanda | Irlanda      | 19           |           |  |
|  |              |              | Francia   | Francia | 21      |              |              |           |  |
|  | Australia    | Australia    | Francia   | Francia | 21      | 19           |              |           |  |
|  | Australia    | Australia    |           |         |         | 19           |              |           |  |
|  | Francia      | Francia      | 22        |         |         | 7° puesto    | 7° puesto    | 7° puesto |  |
|  | Francia      | Francia      | 22        |         |         | 7° puesto    | 7° puesto    | 7° puesto |  |
|  |              |              |           |         |         |              |              |           |  |
|  |              |              |           |         |         | Gran Bretaña | Gran Bretaña | 5         |  |
|  |              |              |           |         |         | Gran Bretaña | Gran Bretaña | 5         |  |
|  |              |              |           |         |         | Australia    | Australia    | 34        |  |
|  |              |              |           |         |         | Australia    | Australia    | 34        |  |
|  |              |              |           |         |         |              |              |           |  |

### Copa de oro
|  | Cuartos de final | Cuartos de final | Cuartos de final |               |           | Semifinales | Semifinales | Semifinales |       |              | Copa          | Copa          | Copa |  |
|  |                  |                  |                  |               |           |             |             |             |       |              |               |               |      |  |
|  |                  |                  |                  |               |           |             |             |             |       |              |               |               |      |  |
|  | Argentina        | Argentina        | 28               |               |           |             |             |             |       |              |               |               |      |  |
|  | Argentina        | Argentina        | 28               |               |           |             |             |             |       |              |               |               |      |  |
|  | Irlanda          | Irlanda          | 14               |               |           |             |             |             |       |              |               |               |      |  |
|  | Irlanda          | Irlanda          | 14               |               | Argentina | Argentina   | 10          |             |       |              |               |               |      |  |
|  |                  |                  |                  |               | Argentina | Argentina   | 10          |             |       |              |               |               |      |  |
|  |                  |                  | Samoa            | Samoa         | 7         |             |             |             |       |              |               |               |      |  |
|  | Samoa            | Samoa            | Samoa            | Samoa         | 7         | 12          |             |             |       |              |               |               |      |  |
|  | Samoa            | Samoa            |                  |               |           |             |             |             |       |              |               |               |      |  |
|  | Gran Bretaña     | Gran Bretaña     | 5                |               |           |             |             |             |       |              |               |               |      |  |
|  | Gran Bretaña     | Gran Bretaña     | 5                |               |           |             |             |             |       | Argentina    | Argentina     | 35            |      |  |
|  |                  |                  |                  |               |           |             |             |             |       | Argentina    | Argentina     | 35            |      |  |
|  |                  |                  | Fiyi             | Fiyi          | 14        |             |             |             |       |              |               |               |      |  |
|  | Fiyi             | Fiyi             | Fiyi             | Fiyi          | 14        | 19          |             |             |       |              |               |               |      |  |
|  | Fiyi             | Fiyi             |                  |               |           |             |             |             |       |              |               |               |      |  |
|  | Australia        | Australia        | 5                |               |           |             |             |             |       |              |               |               |      |  |
|  | Australia        | Australia        | 5                |               | Fiyi      | Fiyi        | 19          |             |       | Tercer lugar | Tercer lugar  | Tercer lugar  |      |  |
|  |                  |                  |                  |               | Fiyi      | Fiyi        | 19          |             |       | Tercer lugar | Tercer lugar  | Tercer lugar  |      |  |
|  |                  |                  | Nueva Zelanda    | Nueva Zelanda | 17        |             |             |             |       |              |               |               |      |  |
|  | Nueva Zelanda    | Nueva Zelanda    | Nueva Zelanda    | Nueva Zelanda | 17        | 19          |             |             | Samoa | Samoa        | 24            |               |      |  |
|  | Nueva Zelanda    | Nueva Zelanda    |                  |               |           |             |             |             | Samoa | Samoa        | 24            |               |      |  |
|  | Francia          | Francia          | 17               |               |           |             |             |             |       |              | Nueva Zelanda | Nueva Zelanda | 19   |  |
|  | Francia          | Francia          | 17               |               |           |             |             |             |       |              | Nueva Zelanda | Nueva Zelanda | 19   |  |
|  |                  |                  |                  |               |           |             |             |             |       |              |               |               |      |  |

| Bandera de Argentina   |
| Campeón Argentina      |
| 3º título del circuito |

## Torneo de Repechaje
|  | Clasificado a la final del repechaje. |

### Desarrollo
| Pos | Países  | Partidos | Partidos | Partidos | Tantos | Tantos | Tantos | Pts |
| Pos | Países  | G        | E        | P        | PF     | PC     | DP     | Pts |
| --- | ------- | -------- | -------- | -------- | ------ | ------ | ------ | --- |
| 1   | Canadá  | 2        | 0        | 1        | 83     | 50     | +33    | 7   |
| 2   | Kenia   | 2        | 0        | 1        | 72     | 59     | +13    | 7   |
| 3   | Uruguay | 2        | 0        | 1        | 48     | 43     | +5     | 7   |
| 4   | Tonga   | 0        | 0        | 3        | 45     | 96     | -51    | 3   |

| 20 de mayo | Kenia | 24 - 19 | Canadá |  |  |

| 20 de mayo | Uruguay | 15 - 12 | Tonga |  |  |

| 20 de mayo | Kenia | 38 - 26 | Tonga |  |  |

| 20 de mayo | Uruguay | 19 - 21 | Canadá |  |  |

| 21 de mayo | Canadá | 43 - 7 | Tonga |  |  |

| 21 de mayo | Uruguay | 14 - 10 | Kenia |  |  |

#### Final repechaje
| 21 de mayo | Canadá | 12 - 7 | Kenia |  |  |

- Canadá mantiene la categoría, clasificando al SVNS 2023-24.